# Dub (Repubblica Ceca)
Dub è un comune mercato della Repubblica Ceca facente parte del distretto di Prachatice, in Boemia Meridionale.